# Celiptera teretilinea
Celiptera teretilinea är en fjärilsart som beskrevs av Achille Guenée 1852. Celiptera teretilinea ingår i släktet Celiptera och familjen nattflyn. Inga underarter finns listade i Catalogue of Life.